# Chronicling America
Chronicling America ist eine Website, auf der historische Zeitungen aus den Vereinigten Staaten in digitaler Form (Scans und durchsuchbare Datenbank) zur Verfügung gestellt werden. Die Website wurde 2005 gestartet und ist Teil des National Digital Newspaper Program (NDNP). NDNP ist eine Partnerschaft zwischen der National Endowment for the Humanities (NEH) und der Library of Congress (LC).
Für den Scan von 100 000 Seiten durch Freiwillige wird jeweils ein Preis ausgelobt.